# La Mina de l'Estany
La Mina de l'Estany és una construcció de l'Estany (Moianès) catalogada com a bé cultural d'interès local.

## Història
La dessecació de l'estany fou endegada per Carles de Cardona, abat del monestir de Santa Maria de l'Estany i senyor jurisdiccional del terme, que el 26 de febrer del 1554 va pactar amb el mestre de cases de Sant Feliu de Torelló Joan de Borda la construcció d'una mina de 16 pams d'alçada per sis d'amplada, que anava del Pontarró al Rec de les Nogueres, pel preu de 35 lliures. Les obres foren acomplertes el 14 de setembre del mateix any, però les bones intencions de l'abat no van resoldre definitivament el problema.
El 1592 es van fundar cinc noves dignitats de provisió reial a les diòcesis de Barcelona (ardiaques de Llobregat i Badalona i tresorer), Vic (degà) i Girona (degà), que foren dotades amb els béns i les rendes del suprimit monestir de Santa Maria de l'Estany, de manera que esdevingueren el nou senyor del poble i terme de l’Estany. El 27 d'abril del 1734, els representants de les Cinc Dignitats Reials van licitar l'obra de reforma de la séquia i de construcció de la nova mina a Josep Pasqual, mestre de cases i a Marià Terricabres, jove mestre de cases, tots dos de l'Estany. El preu total pujava a 1.000 lliures: 450 per les primeres 100 canes i 550 per les altres 100 canes de mina (si així es decidís) i les 224 canes de séquia al descobert.
El 3 de juliol del 1735, Josep Pasqual va renunciar a favor de Marià Terricabres, Josep Morató i Sellés (Vic, 1712-1768) i Pere Calvet, de Moià. Segons la carta de pagament atorgada per Morató, les obres ja eren acabades el setembre del 1737.
El març del 2009 s'aprovà la declaració de la mina de l'Estany com a BCIL i s'iniciaren els estudis previs per a la seva restauració.

## Descripció
La seva longitud és d'uns 425 m (en lloc dels 300 m atribuïts fins ara), 'amplada d'1,10 m, i l'alçada 2,40 m, i els murs són de paret seca (és a dir, sense morter) amb pedres del lloc (fonamentalment gresos i calcarenites). El tram principal inferior, d'uns 390 m de longitud, és cobert amb una volta de mig punt, feta de pedres col·locades a plec de llibre.
La mina té pous quadrats de ventilació de 1,20 x 1,20 m (en lloc de la secció circular prevista), i el traçat té un lleuger desnivell a fi de desguassar a la capçalera del torrent de Rocafort a l'indret conegut com el Molí de l'Estany.